# Gran Premio di Germania 1932
Il Gran Premio di Germania 1932, valido quale terza ed ultima prova del Campionato europeo di automobilismo 1932 e VIª edizione assoluta del Gran Premio di Germania, si disputò al Nürburgring e fu vinto da Rudolf Caracciola su Alfa Romeo.
Tazio Nuvolari, che concluse la gara al 2º posto, in virtù delle due vittorie ottenute in entrambe le precedenti prove del campionato, si aggiudicò il titolo di campione europeo AIACR 1932.

## La gara
Ancora una volta i piloti si schierarono in griglia in ordine di numero di gara, dei 31 partenti, nove erano i piloti che gareggiavano per la categoria del campionato, di questi solo in quattro conclusero la gara.

## Classifica
Il pilota Paul Pietsch, che si era in precedenza ritirato per un guasto meccanico, proseguì la gara guidando la vettura di Hans Lewy, costretto ad abbandonare per crampi allo stomaco, situazione di gara all'epoca prevista dal regolamento.
| Pos. | Nº | Pilota              | Team               | Auto          | Giri | Distacco Causa ritiro | Griglia | Punti |
| ---- | -- | ------------------- | ------------------ | ------------- | ---- | --------------------- | ------- | ----- |
| 1    | 22 | Rudolf Caracciola   | Alfa Corse         | Alfa Romeo P3 | 25   | 4:47:22.8             | 1       | 1     |
| 2    | 21 | Tazio Nuvolari      | Alfa Corse         | Alfa Romeo P3 | 25   | +30.2                 | 3       | 2     |
| 3    | 23 | Baconin Borzacchini | Alfa Corse         | Alfa Romeo P3 | 25   | +7:10.2               | 4       | 3     |
| 4    | 20 | René Dreyfus        | Scuderia privata   | Bugatti T51   | 9    | +13:42.6              |         | 4     |
| Rit  | 17 | Louis Chiron        | Ettore Bugatti     | Bugatti T51   | 6    | Asse posteriore       | 6       | 7     |
| Rit  | 12 | Hans Lewy           | Pilesi Racing Team | Bugatti T51   | 5    | Incidente             | 5       | 7     |
| Rit  | 12 | Paul Pietsch        | Pilesi Racing Team | Bugatti T51   | 5    | Incidente             | 5       | n/a   |
| Rit  | 16 | Marcel Lehoux       | Scuderia privata   | Bugatti T51   | 3    | Asse posteriore       | 2       | 7     |
| Rit  | 25 | Amedeo Ruggeri      | Scuderia privata   | Maserati 26M  | 1    | Motore                | 7       | 7     |
| Rit  | 13 | Paul Pietsch        | Pilesi Racing Team | Bugatti T51   | 0    | Radiatore             | 8       | 7     |